# Fronte Sociale Nazionale
Die Fronte Sociale Nazionale (deutsch: Sozialnationale Front) war eine rechtsextreme Partei in Italien. Sie wurde 1997 von Adriano Tilgher als Fronte Nazionale gegründet und nahm im Jahr 2000 diesen Namen an. Im November 2008 ging sie in der nationalistischen Partei La Destra auf.
Im Zeitraum von 2003 bis 2006 hing die Partei dem rechtsextremen Bündnis Alternativa Sociale von Alessandra Mussolini an und arbeitete sporadisch mit der Mitte-rechts-Koalition Casa delle Libertà von Silvio Berlusconi zusammen.
Die Partei verfügte über eine eigene Jugendorganisation, die Fronte Nazionale Giovani.

## Politische Ausrichtung
Zu den wichtigsten Programmpunkten der Fronte Sociale Nazionale zählten:
- ethnische und kulturelle Trennung bei einer Rückbesinnung auf die nationalen Werte
- soziale Maßnahmen für Arbeiter und Arme
- Zerschlagung von Banken, Versicherungsunternehmen und großer Konzerne
- vehemente Opposition zu Kommunismus, Kapitalismus, Liberalismus und Imperialismus
- Einigung aller USA-Gegner zum Kampf gegen den US-Imperialismus